# 克雷姆斯道明会教堂
克雷姆斯道明会教堂（Dominikanerkirche Krems）是一座原道明会修道院教堂，供奉伯多禄和保禄，位于下奥地利的多瑙河畔克雷姆斯。自2011/2012年以来，设立州立当代艺术馆（Landesgalerie für zeitgenössische Kunst） 用于在夏季临时展览。原教堂和修道院已列为保护文物。

## 历史
1236年，道明会获得了一块城墙外的土地，用于建造一座修道院。教堂于1240年左右开始修建，1244年命名。中殿建于1260/1265年，咏经席建于1320/1330年。1410年的一场大火可能损坏了中殿。宗教改革时期，废弃的修道院改为仓库。1566年，这里储存的火药桶发生爆炸。1586年，道明会重建修道院，教堂空间发生变化，在咏经席下方建立地下圣堂。18世纪，教堂改为巴洛克风格。
1783年，在约瑟夫二世改革的过程中，道明会修道院关闭，1786年被世俗化。1790年，中殿和咏经席在结构上分开。1794年安装假天花板后，咏经席用作城市剧院，1921年又改为电影院。中殿自1808年起归该市所有，也有假天花板，最初用作粮仓，19世纪80年代用作消防队仓库，1891年起用作城市博物馆。哥特式建筑的修复始于1961年。1969年至1971年，教堂建筑进行了修复，随着“克雷姆斯1000年艺术展”的展出而重新开放。1994年至1996年，改建了新的葡萄酒城博物馆（Weinstadtmuseum）的馆舍，并将博物馆的使用范围扩大到整个修道院建筑群。